# Heterorhabditis heliothidis
Espèce
Heterorhabditis heliothidis est une espèce de nématodes de la famille des Heterorhabditidae. Ce nématode est un endoparasite obligatoire des insectes qui héberge dans son tube digestif une espèce de bactérie entérique, Photorhabdus luminescens, létale pour les insectes parasités. Il est de ce fait intéressant dans la lutte biologique contre certains insectes ravageurs, dont le doryphore et les otiorhynques.

## Description
Dans leur description de 1976, Khan, Brooks et Hirschmann indiquent que les mâles mesurent entre 0,70 et 0,98 mm tandis que les femelles mesurent entre 1,9 et 2,4 mm.

## Systématique
Le nom valide complet (avec auteur) de ce taxon est Heterorhabditis heliothidis (Khan (d), Brooks (d) & Hirschmann (d)) Poinar, 1979.
Cette espèce a été initialement décrite en 1976 par Khan, Brooks et Hirschmann sous le protonyme Chromonema heliothidis.

### Publications originales
- Description de 1976 sous le taxon Chromonema heliothidis :
  - (en) A. Kahn, W. M. Brooks et H. Hirschmann, « Chromonema heliothidis n. gen., n. sp. (Steinernematidae, Nematoda), a parasite of Heliothis zea (Noctuidae, Lepidoptera) and other insects », Journal of Nematology, États-Unis, vol. 8,‎ 1976, p. 159-168 (ISSN 0022-300X, e-ISSN 2640-396X, lire en ligne, consulté le 19 mars 2025).
- Révision de 1979 sous le taxon Heterorhabditis heliothidis :
  - (en) George O. Poinar, Jr., Nematodes for Biological Control of Insects, États-Unis, CRC Press, 1979, 289 p. (ISBN 978-1315895857), p. 171-173.